# Katowice Akademia
Ten artykuł dotyczy przyszłego wydarzenia. Informacje w nim zawarte mogą się zmienić wraz z pojawieniem się nowych faktów, a początkowe doniesienia mogą być niepewne. Ostatnie aktualizacje tego artykułu mogą nie odzwierciedlać najbardziej aktualnych informacji.
Katowice Akademia − planowany przystanek osobowy w katowickim Śródmieściu w województwie śląskim w Polsce.

## Historia
Koncepcja budowy przystanku w Śródmieściu sięga lat 80. kiedy w ramach projektu Kolei Ruchu Regionalnego zaprojektowano przystanek osobowy z peronem wyspowym, który miał znajdować się na torach linii po której miał odbywać się ruch połączeń aglomeracyjnych. Początkowo przystanek nosił roboczą nazwę Katowice Śródmieście, która została następnie zmieniona na Katowice Damrota. Założeniem projektu było skomunikowanie Śródmieścia oraz znajdujących się w okolicy wydziałów Uniwersytetu Śląskiego i Politechniki Śląskiej oraz Państwowej Akademii Muzycznej z których miały napływać potoki pasażerskie. Budowa przystanku z linią aglomeracyjną miała zostać zrealizowana w ramach zadania 1 w latach 1991−1998. Z uwagi na odcięcie finansowe na budowę Kolei Ruchu Regionalnego w 1992 roku do realizacji prac nad I etapem nigdy nie przystąpiono, w związku czym nie podjęto wtedy budowy przystanku.
Do pomysłu budowy przystanku w Śródmieściu powrócono w ramach zadania "Prace na podstawowych ciągach pasażerskich (E30 i E65) na obszarze Śląska, Etap I: linia E65 na odc. Będzin − Katowice − Tychy − Czechowice-Dziedzice – Zebrzydowice" związanego z koncepcją Kolei Metropolitalnej. W porównaniu do pierwotnych koncepcji nowym projekcie zakładana jest budowa dwóch peronów jednokrawędziowych, zamiast wyspowego, które mają zostać zlokalizowane na torach wydłużonej w tym celu linii kolejowej nr 659  pomiędzy którą mają biec tory linii kolejowej nr 1 i linii kolejowej nr 138. W nowym projekcie przystanek otrzymał nazwę Katowice Akademia, a przystanek docelowo ma być zlokalizowany pomiędzy ulicą Francuską, a Damrota do których mają się znajdować wejścia na oba perony.
5 kwietnia 2024 PLK podpisały umowę na modernizację linii kolejowej Katowice Szopienice Południowe – Katowice Piotrowice wraz z budową trzech dodatkowych przystanków, w tym Katowice Akademia. Modernizację linii przeprowadza konsorcjum firm Torpol i Intop. Prace nad przebudową linii rozpoczęły się we wrześniu 2024.